# Àngels Poch
Àngels Poch i Comas (Tarrasa, 23 de mayo de 1948-Tarrasa, 17 de marzo de 2015) fue una actriz de teatro y televisión española, quien participó en más de 30 obras de teatro y series de televisión, la mayoría en Cataluña.
Estudió teatro en el Centro Dramático del Vallés y trabajó con reconocidos directores de teatro como Feliu Formosa, Calixto Bieito, Joan Lluís Bozzo, Lluís Homar y Oriol Broggi. También fue una actriz popular por haber trabajado en varias series de televisión como Estació d'enllaç, La memòria dels Cargols o Temps de silenci. Estaba casada con Jaume Puig y tenía dos hijos: Oriol y Mireia, y dos nietos: Guerau y Foix. En 1995 recibió el Premio Butaca de teatro de Cataluña y en la temporada 1997-98 recibió el Margarita Xirgu de interpretación teatral femenina.

## Trayectoria

### Teatro
| - 2009 — Lleons de Pau Miró - 2009 — Hikikomori - 2008 — El ángel exterminador - 2008 — Yvonne, princesa de Borgoña de Witold Gombrowicz - 2007 — Passat el riu - 2007 — Primera història d'Esther de Salvador Espriu - 2007 — Fedra - 2007 — Hedda Gabler de Henrik Ibsen - 2006 — La cantant calba & La cantant calba al Mc Donald's - 2006 — El malentendido de Albert Camus - 2005 — 16.000 pessetes | - 2005 — Amor Fe Esperança - 2005 — Salamandra - 2004 — Tío Vania de Antón Chéjov - 2003 — El cafè de la Marina de Josep Maria de Sagarra - 2003 — Primera plana - 2002 — Sábado, domingo y lunes de Eduardo de Filippo - 2001 — Enrique IV de Luigi Pirandello (en el papel de Matilde Spina, La Marquesa) - 2000 — La comedia de los errores de William Shakespeare (en el papel de Emilia, abadesa de Éfeso) - 2000 — Tartufo o el impostor de Molière |

### Televisión
- 2012 — Gran Nord (1 ep.)
- 2005-07 — Porca Misèria (13 ep.)
- 2001 — Temps de silenci (38 ep.)
- 1999 — La memòria dels Cargols (26 ep.)
- 1994-99 — Estació d'enllaç (124 ep.)

### Cine
- 2003 — Platillos volantes, de Óscar Aibar.
- 2012 — Fènix 11:23 , en el papel de Carme, madre de Núria Cadenes